# Smrekari
 Smrekari  falu Horvátországban, a Tengermellék-Hegyvidék megyében. Közigazgatásilag Čabarhoz tartozik.

## Fekvése
Fiumétól 29 km-re északkeletre, községközpontjától 9 km-re délkeletre, a horvát Hegyvidék nyugati részén fekszik.

## Története
A településnek 1857-ben 50, 1910-ben 31 lakosa volt. A trianoni békeszerződésig Modrus-Fiume vármegye Čabari járásához tartozott. 2011-ben 9 lakosa volt.

## Lakosság
| Lakosság változása | Lakosság változása | Lakosság változása | Lakosság változása | Lakosság változása | Lakosság változása | Lakosság változása | Lakosság változása | Lakosság változása | Lakosság változása | Lakosság változása | Lakosság változása | Lakosság változása | Lakosság változása | Lakosság változása | Lakosság változása |
| ------------------ | ------------------ | ------------------ | ------------------ | ------------------ | ------------------ | ------------------ | ------------------ | ------------------ | ------------------ | ------------------ | ------------------ | ------------------ | ------------------ | ------------------ | ------------------ |
| 1857               | 1869               | 1880               | 1890               | 1900               | 1910               | 1921               | 1931               | 1948               | 1953               | 1961               | 1971               | 1981               | 1991               | 2001               | 2011               |
| 50                 | 33                 | 22                 | 16                 | 28                 | 31                 | 22                 | 21                 | 33                 | 34                 | 23                 | 19                 | 13                 | 21                 | 15                 | 9                  |